# 로버트 펜 워런

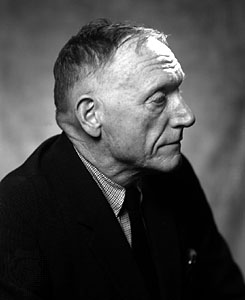
로버트 펜 워런

로버트 펜 워런(Robert Penn Warren, 1905년 4월 24일 ~ 1989년 9월 15일)은 미국의 평론가·소설가·시인이다.

## 생애
밴더빌트 대학 학생시절부터 랜섬, 테이트 등의 남부 농본주의 운동에 가담하였다. 후에 루이지애나 대학에서 교편을 잡아 <시의 이해>를 브룩스와 공저(共著)로 출판하였다. 그 밖에 <비평선집(批評選集)>(1958년)이 있다. 그리고 소설가로서도 이름이 알려져 <모두 대왕(大王)의 백성>(1946년)으로 퓰리처상(賞)을 수상하였다. 이 소설은 그의 걸작으로서 정치문제에 휩쓸려 들어가는 인물들의 모습을 그린 것으로, 여러 사람들의 윤리적 심리적 갈등을 극명하게 그린 것이다. 그는 시집 <약속>(1957년)으로도 퓰리처상(賞)을 받았다. 그리고 <인종차별>(1956년)과 <남북전쟁의 유산>(1961년) 같은 깊은 통찰이 담긴 에세이도 있다.